# Плезант Риџ (Мичиген)
Плезант Риџ (Мичиген) (енгл. Pleasant Ridge) град је у америчкој савезној држави Мичиген. По попису становништва из 2010. у њему је живело 2.526 становника.

## Демографија
Према попису становништва из 2010. у граду је живело 2.526 становника, што је 68 (2,6%) становника мање него 2000. године.
| Група             | 2000.         | 2010.         |
| Белци             | 2.473 (95,3%) | 2.359 (93,4%) |
| Афроамериканци    | 22 (0,8%)     | 49 (1,9%)     |
| Азијати           | 23 (0,9%)     | 28 (1,1%)     |
| Хиспаноамериканци | 46 (1,8%)     | 44 (1,7%)     |
| Укупно            | 2.594         | 2.526         |